# Chroustov (Radim)
Chroustov je osada, součást obce Radimi v okrese Kolín. Leží na úpatí vrchu Radim, v katastrálním území o výměře 5,03 km². V osadě při říčce Výrovce stojí mlýn s letopočtem 1691 nad vchodem, historie mlýna je nejspíše mnohem delší, mlýnský náhon je dobře patrný.
Na vrchu Radim se nachází přírodní rezervace Stráň u Chroustova.
Osadou prochází železniční trať Pečky–Kouřim, zastávka je přímo v osadě.